# Paul Arras
Paul Gustav Wilhelm Arras (* 9. Dezember 1857 in Bautzen; † 27. März 1942 ebenda) war ein deutscher Lehrer, Archivar und Heimatforscher.

## Ausbildung und Beruf
Paul Arras besuchte in Bautzen die Bürgerschule und von 1869 bis 1876 das dortige Gymnasium. Als 1876 Pauls Vater Gustav Arras der Berufung nach Zittau als Oberlehrer an die höhere Handelsschule folgte, besuchte der Sohn ebenda das Johanneum und legte 1878 die Reifeprüfung ab.
1878 begann er in Heidelberg neben klassischer Philologie Geschichte, Erdkunde und Deutsch zu studieren. Nach dem ersten Semester wechselte er an die Universität Leipzig und wurde daselbst bereits 1882 mit einer Dissertation über Die Ronkalischen Beschlüsse vom Jahre 1158 und ihre Durchführung. Ein Beitrag zur italienischen Politik Kaiser Friedrichs I. zum Dr. phil. promoviert. Während seines Studiums wurde er 1878 Mitglied der Sängerschaft Arion Leipzig.
Von 1883 bis 1888 war Arras Oberlehrer am König-Albert-Gymnasium in Leipzig. Anschließend wechselte er an das Bautzener Gymnasium, an dem er bis zu seinem Ruhestand 1923 als Oberlehrer wirkte.
1903 wurde Paul Arras durch das königlich sächsische Ministerium des Kultus und öffentlichen Unterricht zum Professor ernannt. 1914 wurde er Studienrat und 1919 zum Oberstudienrat berufen.

## Wissenschaftliche Tätigkeit
Im Jahr 1887 bereiste Archivrat Hubert Maximilian Ermisch im Auftrag der Staatsregierung bzw. des Hauptstaatsarchivs Dresden zahlreiche sächsische Archive, unter anderen im Oktober das Ratsarchiv Bautzen. Dabei fand er in einem verschlossenen Schrank Schreiben aus dem 15. und 16. Jahrhundert sowie zahlreiche Urkunden, die älteste aus dem 13. Jahrhundert („Fund Ermisch“). Er empfahl dem Stadtrat dringend, einen geeigneten Mann als Archivar im Archiv anzustellen. Bürgermeister Conrad Eduard Löhr fand in dem geschichtsinteressierten Oberlehrer Paul Arras die Lösung des Problems.
Im April 1889 begann Arras mit der Sichtung der Unterlagen, und im September gab er dem Rat Rechenschaft darüber. Es waren 3000 Urkunden vorhanden, so zum Beispiel eine große Anzahl von Quittungen, Nachrichten zur Einführung der Reformation, zur Stadtgeschichte und der der Oberlausitz, ebenso wie Schreiben der Kaiser und Könige von Böhmen. Unter Anleitung des Hauptstaatsarchivs bearbeitete er zunächst probeweise 132 Urkunden. Im Oktober 1889 wurde er daraufhin vom Rat mit der Bearbeitung des gesamten Fundes beauftragt. Innerhalb von zehn Jahren erstellte er 1152 Kurzregesten.
Von 1900 bis 1929 war Arras nebenamtlich als Stadtarchivar tätig.
Arras schrieb zahlreiche Abhandlungen zur Heimatgeschichte. Allein im Neuen Lausitzischen Magazin erschienen von ihm 23 Beiträge.
1888 wurde er Mitglied der Oberlausitzischen Gesellschaft der Wissenschaften und auf Grund seiner Verdienste in selbiger 1929 zum Ehrenmitglied berufen. Paul Arras erhielt für seine „erfolgreichen Forschungen über die geschichtlichen Verhältnisse der Oberlausitz“ im Juni 1941 die „Richard-Jecht-Medaille“.

## Privatleben
Paul Arras war seit 1886 mit Helene Heydenbluth aus Leipzig verheiratet. Aus der Ehe gingen mehrere Kinder hervor, von denen lediglich Emmeline Mathilde Helene (* 1896) die Eltern überlebte. Sie heiratete 1922 den Rechtsanwalt Johann Greifenhagen aus Bautzen.

## Schriften (Auswahl)
- Lieder vom sächsischen Vaterlande aus alter und neuer Zeit für Schule und Haus. Huhle, Dresden 1882.
- Bilder aus der sächsischen Geschichte für Schule und Haus. Veit, Leipzig 1889.
- Bismarck-Gedichte. Friese, Leipzig 1898.
- Quellenbuch zur Sächsischen Geschichte. Für Schule und Haus. Weller, Bautzen 1912.
- Zeitgenössische Berichte über die Schlacht bei Bautzen am 20. und 21. Mai 1813. Weller, Bautzen 1913.
- Hindenburg-Gedichte. Weller, Bautzen 1915.
- mit Wolfgang Koch: Bautzen. Ein Wegweiser zur Schönheit einer alten Stadt. Führer durch das 1000-jährige Bautzen. Monse & Rasch, Bautzen 1933.